# Nahtigal
Nahtigal je priimek več znanih Slovencev:
- Alenka Nahtigal (*1966), oblikovalka maske
- Andrej Nahtigal (1942—2018), igralec
- Darja Nahtigal (1947—2020), radijska režiserka
- Katarina Nahtigal, etnologinja / biokemičarka?
- Kostja (Konstantin) Nahtigal (1918—1944), partizan (sin Rajka N.)
- Martin Nahtigal (*1991), filozof in zgodovinar, politični analitik in publicist
- Maša Nahtigal (*1991), mladinska pisateljica
- Matej Nahigal (*1987), filmski režiser, umetnik, inovator, fotograf
- Matjaž Nahtigal (*1968), mednarodni pravnik, profesor za mednarodne odnose in pravo na FDV
- Nataša Nahtigal, zdravnica in strokovnjakinja za glas (pevska pedagoginja)
- Rajko Nahtigal (1877—1958), jezikoslovec slavist, filolog, univerzitetni profesor, akademik
- Rajmund Nachtigall (1844—1889), (klasični) filolog, gimnazijski profesor
- Rok Nahtigal (*1981), hokejist
- Štefan Nahtigal (*1978), hokejist
- Uroš Nahtigal (*1976), rokometaš, športni del./sodnik
- Vesna Nahtigal, izvršna direktorica Gospodarske zbornice Slovenije
- Žiga Nahtigal - "Ziggy", pesnik,koncept.umetnik/podjetnik ?